# 照井悠希
照井 悠希（てるい ゆうき、11月30日 - ）は、日本の男性声優。宮城県出身。アイムエンタープライズ所属。

## 来歴
日本ナレーション演技研究所出身で、同期に井藤智哉、橘杏咲、結川あさきらがいる。

## 人物
方言は東北弁。
趣味・スポーツはカラオケ、ラーメン1軒2杯食い、ゲーム。特技は歌、野球。
資格は英検準2級、数検準1級。

## 出演

### テレビアニメ
2022年
- 魔入りました!入間くん（生徒たち）
- 夫婦以上、恋人未満。（生徒達）

2023年
- かぐや様は告らせたい-ファーストキッスは終わらない-（生徒）
- 遊☆戯☆王ゴーラッシュ!!
- 君は放課後インソムニア（男子生徒）
- AYAKA（屋敷小太郎）
- ライアー・ライアー（阿澄台2）
- 政宗くんのリベンジR（男子生徒）
- ティアムーン帝国物語〜断頭台から始まる、姫の転生逆転ストーリー〜（生徒）
- ひきこまり吸血姫の悶々（市民B）

2024年
- 花野井くんと恋の病（観客）
- 黒執事 -寄宿学校編-（学生、生徒）
- 魔王軍最強の魔術師は人間だった（赤竜師団兵）
- ベイブレードX（2024年 - 2025年、鷹野ツバサ、男子、モブブレーダー、研究員、門下生、子供、他）
- 黄昏アウトフォーカス（男子部員）
- 2.5次元の誘惑（カメコB）
- 最凶の支援職【話術士】である俺は世界最強クランを従える（シーカーA）
- ぷにるはかわいいスライム（2024年 - 2025年、生徒） - 2シリーズ
- 神之塔 -Tower of God- 工房戦（トールラン）

2025年
- Unnamed Memory Act.2（兵士A、武官B）
- どうせ、恋してしまうんだ。
- おしりたんてい（ドロちゃん、SUANAしゃいん）
- 青春ブタ野郎はサンタクロースの夢を見ない（男性）
- フェルマーの料理（花田今日介）

### 劇場アニメ
- グリッドマン ユニバース（2023年）
- 好きでも嫌いなあまのじゃく（2024年、野球部後輩B）
- 劇場版すとぷり はじまりの物語〜Strawberry School Festival!!!〜（2024年、客E）

### Webアニメ
- ロマンティック・キラー（2022年）
- あんさんぶるスターズ!!追憶セレクション「クロスロード」（2023年、夢ノ咲男子）
- T・Pぼん（2024年、ペルシャ兵）

### ゲーム
- Dislyte-神世代ネオンシティ-（2023年、ヤマト）[1]
- ネバーアフター〜逆転メルヘン〜（2023年、リトルプリンス・ペリー）
- グリム・ガーディアンズ デーモンパージ（2023年、ホウダイ、久時 峰大）
- あんさんぶるスターズ!! Music（2024年、宝丈 萊香）
- 神箱 - Mythology of Cube -（2024年、修復者）
- 開放空間 Over Field（2024年、ダヴ）

### 吹き替え
- フェ〜レンザイ -神さまの日常-（2023年）

### ラジオ
- 松岡ハンバーグ（2024年9月23日 - 、音泉）[20]

### デジタルコミック
- 甘辛義姉妹に挟まれてます（2022年、貴司[21]）
- 箱庭のマグリス（2022年、テオドール・キャンベル[22]）
- 大東京鬼嫁伝（2023年、窃盗犯[23]）
- 人造人間100（2023年、犯人[24]）
- 舞台に咲け!（2023年、尾庭旭[25]）
- ブラッドナイトマーケット（2023年、蘇鉄[26]）

### 舞台
- 朗読劇『初等教育ロイヤル』（2024年、渡辺くん、阿部くん[27]）

### キャラクターソング
| 発売日        | 商品名                                      | 歌                    | 楽曲                                    | 備考                                   |
| ------------- | ------------------------------------------- | --------------------- | --------------------------------------- | -------------------------------------- |
| 2025年2月26日 | あんさんぶるスターズ‼︎IDOL SONG CD 「Debut」 | Special for Princess! | 「Be My Princess♡」                     | ゲーム『あんさんぶるスターズ!!』関連曲 |
| 2025年2月26日 | あんさんぶるスターズ‼︎IDOL SONG CD 「Debut」 | Special for Princess! | 「しょーがいゼッタイそーあい宣言♥」     | ゲーム『あんさんぶるスターズ!!』関連曲 |
| 2025年2月26日 | あんさんぶるスターズ‼︎IDOL SONG CD 「Debut」 | Special for Princess! | 「スキスキハンター♡」                   | ゲーム『あんさんぶるスターズ!!』関連曲 |
| 2025年2月26日 | あんさんぶるスターズ‼︎IDOL SONG CD 「Debut」 | Special for Princess! | 「ベリイ・ベリイ・スイート・ホワイト♡」 | ゲーム『あんさんぶるスターズ!!』関連曲 |
| 2025年2月26日 | あんさんぶるスターズ‼︎IDOL SONG CD 「Debut」 | ライカ（照井悠希）    | 「キミの理想ってどんなだろ?」           | ゲーム『あんさんぶるスターズ!!』関連曲 |
| 2025年4月25日 | BRIGHTEST STARS!!                           | ESオールスターズ      | BRIGHTEST STARS!!                       | ゲーム『あんさんぶるスターズ!!』関連曲 |
| 2025年4月25日 | BRIGHTEST STARS!!                           | Special for Princess! | BRIGHTEST STARS!!                       | ゲーム『あんさんぶるスターズ!!』関連曲 |

### シリーズ一覧
1. ↑  第1期（2024年）、第2期（2025年）

### ユニットメンバー
1. 1 2  エス（豊島修平）、カンナ（榊原優希）、ユメ（草野太一）、ライカ（照井悠希）
2. ↑  天祥院英智（緑川光）、日々樹渉（江口拓也）、姫宮桃李（村瀬歩）、伏見弓弦（橋本晃太朗）、氷鷹北斗（前野智昭）、明星スバル（柿原徹也）、遊木真（森久保祥太郎）、衣更真緒（梶裕貴）、守沢千秋（帆世雄一）、深海奏汰（西山宏太朗）、南雲鉄虎（中島ヨシキ）、高峯翠（渡辺拓海）、仙石忍（新田杏樹）、天城一彩（梶原岳人）、白鳥藍良（天﨑滉平）、礼瀬マヨイ（重松千晴）、風早巽（中澤まさとも）、乱凪砂（諏訪部順一）、巴日和（花江夏樹）、七種茨（逢坂良太）、漣ジュン（内田雄馬）、斎宮宗（高橋広樹）、影片みか（大須賀純）、葵ひなた&葵ゆうた（斉藤壮馬）、天城燐音（阿座上洋平）、HiMERU（笠間淳）、桜河こはく（海渡翼）、椎名ニキ（山口智広）、朔間零（増田俊樹）、羽風薫（細貝圭）、大神晃牙（小野友樹）、乙狩アドニス（羽多野渉）、真白友也（比留間俊哉）、仁兎なずな（米内佑希）、天満光（小林大紀）、紫之創（高坂知也）、蓮巳敬人（梅原裕一郎）、鬼龍紅郎（神尾晋一郎）、神崎颯馬（神永圭佑）、朱桜司（土田玲央）、月永レオ（浅沼晋太郎）、瀬名泉（伊藤マサミ）、朔間凛月（山下大輝）、鳴上嵐（北村諒）、逆先夏目（野島健児）、青葉つむぎ（石川界人）、春川宙（山本和臣）、三毛縞斑（鳥海浩輔）、エス（豊島修平）、カンナ（榊原優希）、ユメ（草野太一）、ライカ（照井悠希）、佐賀美陣（樋柴智康）、椚章臣（駒田航）